# Santa María Cortijo
Santa María Cortijo là một đô thị thuộc bang Oaxaca, México. Năm 2005, dân số của đô thị này là 983 người.